# Jögel
Jögel es una empresa rusa de ropa deportiva con sede en Moscú, dedicada a la producción de productos para asociaciones de fútbol, baloncesto, voleibol, fútbol sala y otros deportes. Son los patrocinadores actuales de la selección de fútbol de Rusia.

## Historia
Jögel fue fundada en 2015 por Artur Movsesyan. Su padre, exatleta y entrenador de atletismo, después del colapso de la URSS, comenzó a vender artículos deportivos, lo que inspiró a Artur y su hermano a iniciar la marca. Después de que Adidas cancelara su patrocinio con la selección de fútbol de Rusia debido a la operación militar especial del 24 de febrero de 2022. El contrato de Jögel con la selección rusa entró en vigor en 2024 y dura hasta 2026. En noviembre se convierten en socios de la asociación de Mini fútbol de Rusia.

## Patrocinio

### Asociaciones de Fútbol

#### Equipos Nacionales
- Rusia

#### Clubes
- Amkal Moscow
- Dynamo Bryansk[4]
- Veles Moscow

#### Jugadores
- Ilya Svinov
- Aleksandr Selikhov[5]
- Stanislav Agkatsev[6]
- Igor Leshchuk[7]

### Hockey

#### Clubes
- Spartak Moscow